# Julius Vahlteich

Julius Vahlteich. Fotografie von Rich. Müller.

Carl Julius Vahlteich (* 30. Dezember 1839 in Leipzig; † 26. Februar 1915 in Chicago, USA) war ein sozialdemokratischer Politiker.

## Leben
Vahlteich war Sohn eines Schuhmachermeisters und besuchte bis 1853 die Ratsfreischule in Leipzig. Anschließend machte er eine Ausbildung im väterlichen Beruf und ging danach auf Wanderschaft in Deutschland. In den Jahren 1861 bis 1863 arbeitete er als selbstständiger Schuhmachermeister in Leipzig. Er war seit 1861 Mitglied eines Arbeiterbildungsvereins und 1862 Mitbegründer des Arbeitervereins Vorwärts. Im Jahr 1862 war er neben Friedrich Wilhelm Fritzsche Vorsitzender des Zentralkomitees zur Vorbereitung eines allgemeinen deutschen Arbeitertages. Er war Mitunterzeichners eines Schreibens an Ferdinand Lassalle, in dem dieser gebeten wurde, eine Führungsrolle in der Arbeiterbewegung zu übernehmen. Aus dieser Initiative entstand der ADAV zu dessen Gründungsmitgliedern Vahlteich zählte, der auch Sekretär im zentralen Vereinsvorstand in Berlin wurde. Am 12. Januar 1864 trat er von seinem Amt zurück und kritisierte die „diktatorische Stellung“ Lassalles. Nach seinem Rücktritt arbeitete Vahlteich erneut als Schuhmacher und war gleichzeitig Bevollmächtigter des ADAV in Dresden. Allerdings wurde er bereits im Dezember 1864 aus dem ADAV ausgeschlossen. Im Jahr 1866 schloss er sich der Internationalen Arbeiter-Association von Karl Marx und Friedrich Engels an und war deren Leiter Dresden. In den Jahren 1867 bis 1869 war er außerdem Vorsitzender des Arbeiterbildungsvereins in Dresden. Im Jahr 1869 war Vahlteich Mitbegründer der SDAP in Eisenach und in den folgenden Jahren führender Parteifunktionär im Königreich Sachsen. In den Jahren 1874 bis 1877 wurde Vahlteich erstmals für einen sächsischen Wahlkreis in den Reichstag gewählt. Dem folgte ein weiteres Mandat in den Jahren 1878 bis 1881. In den siebziger Jahren war er außerdem Redakteur und Mitarbeiter verschiedener sozialdemokratischer Zeitungen. Dies führte 1871 und 1877 zur Verurteilung zu insgesamt 22 Monaten Gefängnis wegen Pressvergehen. In den Jahren 1873 bis 1875 war er darüber hinaus als bezahlter Agitator der SDAP tätig. Außerdem war er Mitglied in der Kommission zur Vorbereitung des Gothaer Programms sowie 1875 und 1876 Mitglied des zentralen Parteiausschusses der SDAP. Als Folge des Sozialistengesetzes emigrierte Vahlteich 1881 in die USA. Dort arbeitete er zunächst als Schuhmacher, später als Photograph und seit 1906 als Redakteur der New Yorker Volkszeitung und danach der Arbeiter-Zeitung in Chicago.

## Ehrungen
Zu Ehren Julius Vahlteichs wurde eine Straße in Dresden, im Neubaugebiet Gorbitz, nach ihm benannt.

## Werke
- Der Declamator. Gedichtsammlung. Zusammengestellt von Julius Vahlteich. Rübner, Chemnitz 1874.
- Der Parteikampf zwischen den Sozialisten in Deutschland. Schubert, Chemnitz 1880 Digitalisat.
- Ein Beitrag zur Lösung der socialen Frage. Vortrag gehalten vor der Turngemeinde in Chicago. Selbstverlag, Chicago 1888.
- Die Sozialisten in den Vereinigten Staaten von Nordamerika. In: Die neue Zeit. Wochenschrift der deutschen Sozialdemokratie. 19.1900–1901, 2. Band (1901), Heft 36, S. 292–299. Digitalisat.
- Der Einigungskongreß der amerikanischen Sozialisten in Indianapolis. In: Die neue Zeit. Wochenschrift der deutschen Sozialdemokratie. 19.1900–1901, 2. Band (1901), Heft 47, S. 663–666. Digitalisat.
- Die Negerfrage in Amerika. In: Die neue Zeit. Wochenschrift der deutschen Sozialdemokratie.  20.1901–1902, 2. Band (1902), Heft 8=34, S. 229–240. Digitalisat.
- Das Leipziger ZK und Ferdinand Lassalle. In: Die Gründung der Deutschen Sozialdemokratie. Eine Festschrift der Leipziger Arbeiter zum 23. Mai 1903. Leipziger Buchdruckerei, Leipzig 1903, S. 15–21.
- Ferdinand Lassalle und die Anfänge der deutschen Arbeiterbewegung. Birk, München 1904.
- Erwiderung. Birk, München 1904, ISBN 3-628-00196-X.
- Ferdinand Lassalle und die Anfänge der deutschen Arbeiterbewegung. Mit einer Rezension von Franz Mehring aus der „Neuen Zeit“. Hrsg. von Toni Offermann. J. H. W. Dietz Nachf., Berlin 1978, ISBN 3-8012-2083-4 (Reprints zur Sozialgeschichte).